# Nóvoie Gadarí
Nóvoie Gadarí (en rus: Новое Гадари) és un poble del Daguestan, a Rússia, que en el cens del 2010 tenia 798 habitants. Pertany al districte rural de Kiziliurt.